# 泰耶·勒莫
泰耶·勒莫（Terje Lømo，1935年1月3日—），挪威医学家、奥斯陆大学的生理学教授。他广为人知的工作是在1966年发现的突触的长时程增强作用，该作用与高等动物的记忆密切相连。
勒莫是奥斯陆大学医生，1961年毕业于卑尔根大学。1969年获奥斯陆大学医学博士学位。那时他在英国伦敦大学学院做博士后研究员。之后受聘于奥斯陆大学医学院生理学教研室，在1983年成为研究所的教授。